# 山田太郎 (參議院議員)
山田太郎（1967年5月12日—）是日本政治家、企業家及大學教師，現任日本参議院議員、數位廳大臣政務官兼內閣府大臣政務官。
他於2019年7月29日再度成為日本参議院議員（第2次當選）。山田曾任守護表達自由会会長，眾人之黨副幹事長、政策調查副会長，日本元氣会政策調查会長兼幹事長代理，PTC美國總公司副社長，早稻田大学商學院客座副教授，北京航空航天大学名誉教授，東京工業大学大学院社会理工学科特任教授，安納海姆大学名誉教授等職務。

## 生平
1967年出生於東京都大田区，大學就讀於慶應義塾大学經濟學部。畢業後先後進入埃森哲、PTC等多家公司任職，2001年時創建自己的製造業諮詢公司Nextech，在日本推廣PLM方案，2006年獲得「創業国民論壇」創業者部門獎。此外，他曾就讀早稻田大学亞洲太平洋研究院博士課程，但未取得博士學位，後曾在東京大學、早稻田大學等學校擔任過非正式講師。
2010年代表眾人之黨參加第22屆参議院議員通常選舉但落選，後因同黨派多名參議員辭職參選第46屆眾議院議員總選舉而得以於2012年12月14日遞補當選為參議員。2016年任期到期前接受新黨改革邀請在比例區參選第24屆参議院議員通常選舉，後由該黨支持並以無黨籍身分參選，但最終落選。
2019年3月宣佈以自由民主党黨員身分參選第25屆参議院議員通常選舉，自民黨將其列為比例区公認候選人。在選舉前，山田就定下得到黨內最多的53万票的目標，並通過社交媒體以及視頻網站積極宣傳二次創作合法化等主張。山田最終在7月21日的參議院選舉中獲得540077票，排在自民黨內第2位、全體候選人中第3位而再次當選參議員。

## 政策主張
山田因其主張而受到很多御宅族的認同，漫畫家赤松健也是他的公開支持者之一。
- 反對在《限制兒童色情法》的改正案中加入侵害漫畫、動畫等表達自由的內容[10]。
- 反對在《青少年健全育成基本法案》中加入限制漫畫、動畫、遊戲、電影、電視劇、小說等表達自由的內容[11]。
- 主張從《著作權法》非親告罪化對象中去除戲仿、二次創作作品[7]。
- 主張修改禁止在媒体作品中出现裸露生殖器的《刑法》第175條「猥褻物頒布罪」，将其变为一条保护个人隐私的法律，从非亲告罪改为亲告罪，对于成年人只有未经本人同意的裸露内容才属于违法[12][13][14]。

## 網站
- 官方網站 （页面存档备份，存于）
- 山田太郎的X（前Twitter）
- 山田太郎的Facebook專頁
- YouTube上的山田太郎頻道
- 守護表達自由會官方網站 （页面存档备份，存于）
- 山田太郎官方部落格 （页面存档备份，存于）

| 官衔                                                                              | 官衔 | 官衔          |
| --------------------------------------------------------------------------------- | --- | ------------- |
| 前任： 岡下昌平                                                                   | 數位大臣政務官 2021年 - | 繼任： 現任   |
| 前任： 岡下昌平 和田義明 宗清皇一 鳩山二郎 神谷昇 松川瑠衣 吉川赳 三谷英弘 佐藤啟 | 内閣府大臣政務官 與木村哲也→宮路拓馬 小寺裕雄 島村大 吉川有美 穗坂泰 大西宏幸→中曾根康隆 宗清皇一 泉田裕彦 高橋春美 岩田和親同任 2021年 - | 繼任： 現任   |
| 政党职务                                                                          | |               |
| 前任者： 創設                                                                     | 守護表現自由會會長 2016年 - | 繼任者： 現任 |
| 前任者： 創設                                                                     | 日本元氣會政策調査会長 2015年 - 2016年 | 繼任者： 從缺 |
| 前任者： 創設                                                                     | 日本元氣會幹事長代理 2015年 - 2016年 | 繼任者： 從缺 |